# キッド (2000年の映画)
『キッド』（Disney's The Kid）は、2000年にアメリカ合衆国で制作された映画作品。

## あらすじ
39歳のラス・デューリッツは、社会的地位のある人々を相手とする辣腕イメージ・コンサルタントであるが、その傲慢で無駄を嫌う言動は「いやな奴」と言われている。イメージ回復のため子供を利用した、野球チーム・オーナーの映像を撮影し、仕事のパートナー：エイミーからも反発されるが、ラスはその撮影テープを捨てる。しかし、30歳のエイミーの無邪気な言動を小馬鹿にしたところ、彼女からも愛想を尽かされてしまう。
父から実家の引越しの手伝いを拒んだ夜、ラスの邸宅の玄関に、彼が幼い頃の赤い飛行機の玩具が置いてあるのを見つける。前後して、赤いレシプロ機が接近したり、邸宅に侵入した少年を追って飛行場に迷い込む経験をする。ラスは心療内科を受診するものの、治療を受ける気は鼻からなく、薬だけを受け取る。
ついに、自邸の中で侵入した、小太りの少年を見つけるが、お互いに初めて会った気がしない。親の名前、傷や痣の場所、姉や叔母の愛称…少年は32年前のラス自身：ラスティだった。40歳を目前にして、独身で、パイロットでも無く、「チェスターと言う名前の世界一の犬」を飼っていないラスに、ラスティはがっかりする。ラスも、太っていて、落ち着きがなく、喧嘩も弱い過去の自分を直視できない。
ラスティはラスの仕事の場にも現れるので、エイミーにも存在を隠せなくなる。著名なボクサー：ケニーの元に連れていき、ボクシングを習わせる。ケニーの結婚式に、ラスティはリングボーイの代役として出席し、披露宴ではエイミーに求婚する。エイミーが答えを言う前に、怒ったラスはラスティをつまみ出す。二人の関係が修復されようとする中、処分したはずの映像が報道で使われ、再びエイミーは去ってしまう。
ラスは、彼の助言で売れっ子になったキャスター：ディアドラに相談し、過去と向き合いはじめる。ラスはラスティの話す子供時代をほとんど記憶していなかった。やがて8歳の誕生日、喧嘩で負けたことがきっかけで、高校卒業まで暗い日々を送ったことを思い出すと、それを変えようとする。ラスはいつしかラスティのことを『キッド』と呼ぶようになり、二人は喧嘩の現場にたどり着く。ラスティはいじめっ子を打ち負かすが、母親が呼び出しを受け、さらに帰宅すると、父に厳しく叱責をされてしまう。母は不治の病に侵されており、ラスティが負担をかけている、と。ラスはラスティに、母が1年以内に亡くなることや、父は不安だから怒っただけでラスティは何も悪くない、と語り、いつしか母の死去以来流したことのない涙を流していた。
失意の二人が飛行場のダイナーで食事をすると、チェスターと言う犬を連れた老紳士に気付く。彼を追うと、それは現在よりさらに未来のラス本人だった。未来のラスはパイロットで、家族がおり、チェスターと言う名の犬を連れていた。ラスとラスティは手を取って喜び、未来のラスが操縦する飛行機を見送る。ようやく自分の人生を肯定することができたラスが、ふと振り返ると、ダイナーも、そしてラスティも消えてなくなっていた。
翌日、ラスは予定をキャンセルし、いままで無理難題を押し付けていた秘書のジャネットにハワイ行きの航空券を贈り、さらに子犬を連れてエイミーの自宅を訪れる。エイミーはラスを迎え入れ、二人は未来に向けて歩みだすのだった。

## 配役
※括弧内は日本語吹替
- ラス・デューリッツ - ブルース・ウィリス（磯部勉）

イメージ・コンサルタント。
- ラスティ・デューリッツ - スペンサー・ブレスリン（常盤祐貴）

少年時代のラス。
- エイミー - エミリー・モーティマー（日野由利加）
- ジャネット - リリー・トムリン（藤田淑子）
- ディアドラ・ラフィーヴァー - ジーン・スマート（高島雅羅）
- ケニー - シャイ・マクブライド（立木文彦）
- サム・デューリッツ - ダニエル・フォン・バーゲン（藤本譲）
- スザンヌ・アレクサンダー医師 - ダナ・アイヴィ（谷育子）
- ボブ・ライリー - スタンリー・アンダーソン（渡部猛）
- ヴィンス - ブライアン・マクレガー
- ラリー・キング（石森達幸）
- ニック・チンランド（秋元羊介）
- ジェリー・ライアン

## スタッフ
- 監督: ジョン・タートルトーブ
- 製作: ハント・ロウリー、クリスティーナ・スタインバーグ、ジョン・タートルトーブ
- 製作総指揮 : アーノルド・リフキン、デヴィッド・ウィリス
- 脚本: オードリー・ウェルズ
- 撮影: ピーター・メンジース・ジュニア
- 音楽: マーク・シャイマン